# Good Worldwide
GOOD Worldwide Inc — американская компания с офисами в Лос-Анджелесе, Нью-Йорке и Сиэтле, предоставляющая отчеты о предприятиях и некоммерческих организациях.
GOOD поддерживает веб-сайт, ежеквартальный журнал, выпускает онлайн-видео и устраивает события. Содержание охватывает вопросы экологии, образования, городского планирования, дизайна, политики, культуры, технологий и здравоохранения. GOOD — это консолидация изначально несвязанных брендов: Reason Pictures, GOOD magazine и GOOD Digital, в партнерстве с Causes, Facebook/MySpace-приложение, предлагающее пожертвование благотворительным и некоммерческим организациям; Goodrec и Govit, приложение, позволяющее гражданам США связываться с их избранными представителями. GOOD WORLD Inc. состоит из трех организаций: GOOD / Media, GOOD / Community и GOOD / Corps.

## GOOD Media
GOOD/Media поддерживает новостной сайт, www.good.is, и издаёт ежеквартальный печатный журнал, GOOD magazine. Журнал был основан в 2006 году. Веб-сайт привлекает около 10,1 миллионов уникальных посетителей в месяц. В июне 2012 года, большинство его редакторов были уволены. Увольнения были проведены «по стратегическим соображениям», чтобы сфокусировать ресурсы на развитии социальной сети. Восемь уволенных редакторов и авторов GOOD magazine собрали средства на Kickstarter, и издали единственный выпуск журнала Tomorrow, после чего их пути окончательно разошлись.
Компания GOOD возобновила издание журнала в 2014 году, а в новым дизайне и формате — с марте 2015 года. В 2017 году журнал получил премию National Magazine Award в номинации Personal Service за зимний выпуск журнала, выпущенный с подзаголовком «What Can He Really Do, What Can We Do About It?» (об избрании Дональда Трампа президентом США) (Что он может реально сделать, что мы можем с этим поделать?).

## GOOD Corps
GOOD Corps — это консалтинг в области социального воздействия, специализирующийся на разработке инициатив и эффективных призывах к действию.
К основным проектам GOOD Corps относятся DICK’S Sporting Goods' «Sports Matter» и Carnegie Corporation’s 100Kin10.

## Основание и бизнес-модель
GOOD был основан в 2006 году Беном Голдхиршем (сыном Берни Голдхирша, основателя журнала Inc.), который хотел создать «свободную прессу для критического идеалиста». Не располагая опытными редакторами, он нанял друзей по колледжу и высшей школы, в том числе сына Альберт Гора, Альберта Гора Третьего, чтобы создать медиа-компанию, медиа-компанию, характеризующуюся «смелым графическим стилем и нетрадиционным подходом к бизнесу.» Команда изначально критиковалась некоторыми отраслевыми экспертами, такими как руководитель журнала и эксперт по публикациям Чип Блок, который сказал: «Для меня это звучит как демонстрация тщеславия, кучка детей сидит с чем-то, что они считают действительно хорошей идеей, и у одного из них много денег.» Другие в отрасли высоко оценили дизайн и концепцию журнала после его запуска.
Бизнес-стратегия GOOD включала в себя полное пожертвование средств подписчиков благотворительным организациям, подписчикам же предлагалась разветвленная система опций, согласно которой компания могла распорядится их средствами. Голдхирш объяснил причины такой стратегии в интервью Inc .: «Идея заключалась в том, чтобы мы стимулировали потребителей добавленной выгодой, чтобы их деньги шли на благотворительность, стимулировали эти благотворительные организации, чтобы они достигли своих избирателей за пожертвование в размере 20 долларов и наслаждались дополнительным маркетингом и связями с общественностью, которые появятся благодаря инновационной стратегии». Теория Голдхирша подвергается критике как нежизнеспособная бизнес-модель.
Бывший руководитель GOOD Джонатан (Jonathan Greenblatt) протестировал концепцию под названием «GOOD Sheet» — широкоформатный продукт, распространяемый исключительно в Starbucks. Кроме того, компания экспериментировала со схемой ценообразования «назовите-вашу цену».

## Освещение в прессе
Запуска GOOD осенью 2006 освещался в New York Times и упоминался на APM’s Marketplace. Журнал и его сайт пользовались покрытием NPR
Вместо традиционных маркетинговых стратегий GOOD использовал свой рекламный бюджет для организации стартовых вечеринок, которые привлекли внимание и обсуждались такими изданиями, как The Washington Post.
17 августа 2011 года было сделано совместное заявление о том, что социальная сеть Jumo, платформа социальной активности, предназначенная для подключения пользователей к коммерческим и некоммерческим организациям, основанная соучредителем Facebook Крисом Хьюзом, будет сливаться с GOOD.
Сайт GOOD, www.good.is, в течение 2015 года показал 844-процентный рост. В феврале 2016 года они наняли Нэнси Миллер, ранее работавшую на Wired, Fast Company и журнале Los Angeles, на должность главного редактора цифрового и печатного журнала.